# Elezioni generali in Artsakh
Per elezioni generali in Artsakh devono intendersi le consultazioni politiche che erano tenute nella repubblica de facto dell'Artsakh (già repubblica del Nagorno Karabakh) dopo la riforma costituzionale del 2017. 
Con il referendum in Nagorno Karabakh del 2017 vennero confermate le modifiche all'impianto costituzionale dello Stato che si è trasformato da repubblica parlamentare in repubblica presidenziale con la sostanziale abolizione dell'ufficio del Primo Ministro e maggiori poteri al presidente della repubblica.
Di conseguenza, le elezioni parlamentari e le elezioni presidenziali si vengono a fondere in un'unica tornata elettorale dove il presidente viene eletto contestualmente ai deputati a lui associati.
Le prime elezioni generali della repubblica di Artsakh sono calendarizzate per il 31 marzo 2020 al termine del quinquennio per il rinnovo dell'Assemblea nazionale. Mentre, per quanto riguarda il presidente della repubblica, il termine ufficiale del mandato fu nel 2017 ma l'uscente Bako Sahakyan fu nominato presidente ad interim fino al 2020.